# Eobalaenoptera harrisoni
Az Eobalaenoptera harrisoni az emlősök (Mammalia) osztályának párosujjú patások (Artiodactyla) rendjébe, ezen belül a sziláscetek (Mysticeti) részalrendjébe tartozó fosszilis faj. Az állatnak a pontos családja, még nincs meghatározva; továbbá nemének eddig az egyetlen felfedezett képviselője.

## Tudnivalók

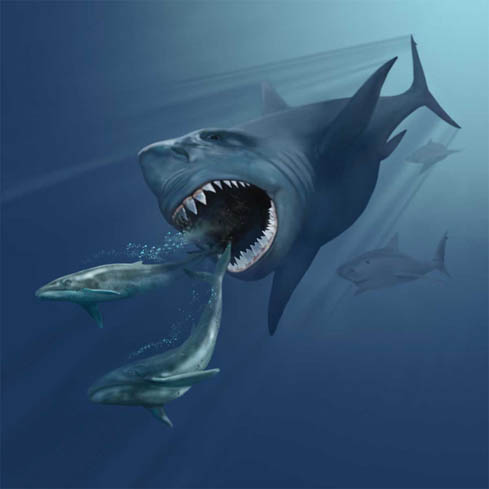
Két Eobalaenoptera harrisoni-t üldöző óriásfogú cápa (C. megalodon)

A fosszilis Eobalaenoptera harrisoni-t 2004 júniusában, a Virginiai Természettudományi Múzeum (Virginia Museum of Natural History) dolgozói írták le először; bár az állat maradványait már 1990-ben felfedezték. A maradványokat az Amerikai Egyesült Államokbeli virginiai Caroline megyében találták meg. A vizsgálatok alapján, úgy tűnik, hogy ez a sziláscet alaktanilag nagyon hasonlít arra a cetkládra, melybe a ma is élő barázdásbálna-félék (Balaenopteridae) és a szürkebálnafélék (Eschrichtiidae) - ebből már csak egy, a névadó szürke bálna (Eschrichtius robustus) létezik - tartoznak.
Az Eobalaenoptera név, magyarul annyit jelent, hogy „elő barázdásbálna”; eo = „elő” és balaenoptera = „barázdásbálna”, a család tudományos nevére, a Balaenopteridae-ra utalva. A fajnevét, a harrisoni-t a múzeum egyik önkénteséről, Carter Harrisonról kapta.
Feltételezések szerint, a 11 méteres bálna, a mai csukabálnára (Balaenoptera acutorostrata) hasonlíthatott.
Az újabb kövületeit a középső miocén korszak mellett, a kora miocénben is megtalálták, így körülbelül 20-15 millió évvel élt ezelőtt. Öregcsaládjának a legidősebb képviselőjévé vált.

### Fordítás
- Ez a szócikk részben vagy egészben  az   Eobalaenoptera című angol Wikipédia-szócikk ezen változatának fordításán alapul.  Az eredeti cikk szerkesztőit annak laptörténete sorolja fel. Ez a jelzés csupán a megfogalmazás eredetét és a szerzői jogokat jelzi, nem szolgál a cikkben szereplő információk forrásmegjelöléseként.